# Ponthieu

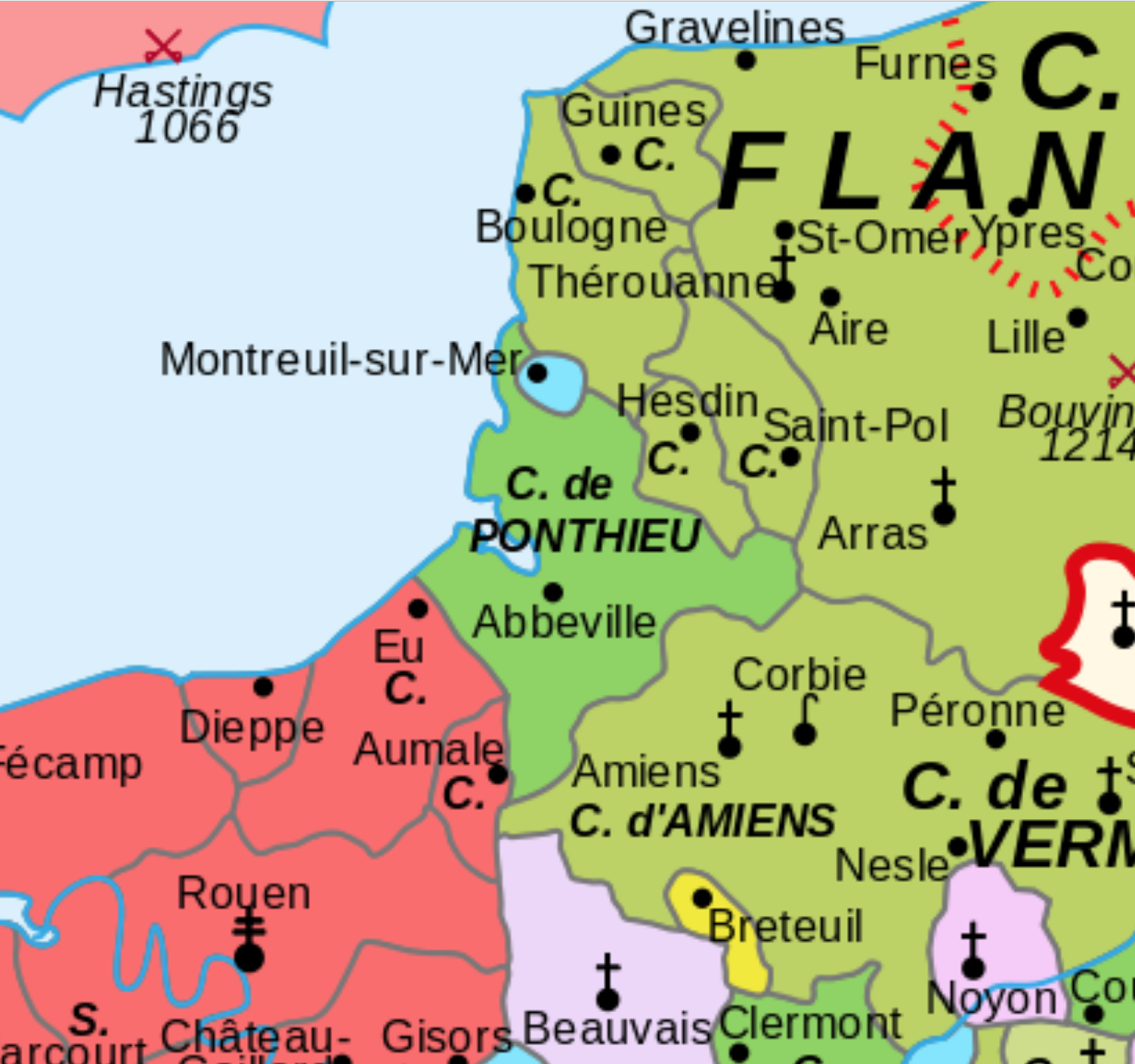
Hrabstwo Ponthieu w 1180

Ponthieu – hrabstwo istniejące na terenie Pikardii w średniowieczu. Głównymi ośrodkami hrabstwa były Abbeville, Le Crotoy i Montreuil.

## Historia
Hrabstwo Ponthieu było jednym z sześciu niewielkich hrabstw istniejących na terenie Pikardii w średniowieczu. W 1064 lub 1065 u brzegów Ponthieu rozbił się statek, którym podróżował Harold Godwinson (późniejszy król Harold II). Został uwięziony przez lokalnego hrabiego, a następnie przekazany na dwór Wilhelma Zdobywcy. Tam miał przyrzec Wilhelmowi wsparcie w jego staraniach o koronę angielską. Było to jedno ze zdarzeń, które doprowadziły do zdobycia Anglii przez Wilhelma. W późniejszych latach Ponthieu miało duże znaczenie strategiczne, ścierały się tu wpływy angielskie i francuskie. Po bitwie pod Bouvines w 1214 hrabstwo zagarnęli królowie francuscy, którzy oddali je hrabinie Marii w 1225. Po śmierci córki Marii, Joanny z Dammartin Ponthieu przeszło w ręce jej córki Eleonory kastylijskiej, żony króla Anglii Edwarda I. Odtąd aż do 1369 pozostawało w rękach angielskich (do 1360 jako lenno). Zamiar darowania Ponthieu przez syna Edwarda I swemu faworytowi Piersowi Gavestonowi miał być powodem wygnania tego ostatniego z Anglii. Podczas wojny stuletniej w 1360 Plantagenetowie zerwali więzi lenne Ponthieu z królami francuskimi na mocy postanowień traktatu w Brétigny, jednak już w 1369 hrabstwo zajął zbrojnie król francuski Karol V. Na mocy traktatu z Arras w 1435 Ponthieu przejęli książęta burgundzcy. W 1477 zostało przyłączone do królestwa Francji przez Ludwika XI.